# 特伦特·米顿
特伦特·米顿（英語：Trent Mitton，1990年11月26日—），澳大利亚男子曲棍球运动员，5岁开始练习曲棍球。他曾代表澳大利亚国家队参加2020年夏季奥林匹克运动会曲棍球比赛，获得一枚银牌。